# フュルステンベルク (ヴェーザー)
フュルステンベルク (ドイツ語: Fürstenberg) は、ドイツ連邦共和国ニーダーザクセン州ホルツミンデン郡南部に位置する町村（以下、本項では便宜上「町」と記述する）で、ザムトゲマインデ・ボフツェンを構成する自治体の一つである。この町はヘクスター、ホルツミンデンの近くのヴェーザー川沿いのヴェーザーベルクラント地方に位置している。1747年に設立されたフュルステンベルク磁器製造所はドイツで2番目に古い磁器工場である。

## 歴史
1747年、ブラウンシュヴァイク＝ヴォルフェンビュッテル公カール1世は城内に磁器工場を設けた。これはおそらく遠征後に行われた。
冷戦の時代、フュルステンベルクとボフツェンとの間に、ケルン＝ヴァイデンのベルギー第1軍団のため（およびブラーケルの第43砲兵大隊）の火薬・燃料倉庫（フォワード・ストレイジ・サイト）が設けられた。この倉庫は1994年まで存続していた。
1996年のこの町の人口は 1,338人であった。

## 宗教
プロテスタント＝ルター派教会は、フュルステンベルクの町の中心に教会を有している。この教会堂は1899年に建造されたもので、ロマネスク様式に拠っている。

## 行政

### 議会
この町の議会は11議席からなる。

## 文化と見所

### スポーツ
男子体操クラブ・フュルステンベルク・フォン 1888 e.V. は約530人の会員を擁するこの町最大のクラブである。会員は以下の種目に分かれている。サッカー、体操、バレーボール、ダンス、テコンドー。1年の間には多くの行事がある。たとえば、伝統的なスポーツ週間やサッカー・トーナメントのフュルステンベルク杯などが行われる。2008年12月10日にこのクラブは120年を迎えた。5月30日から6月1日に住民祭が開催される。

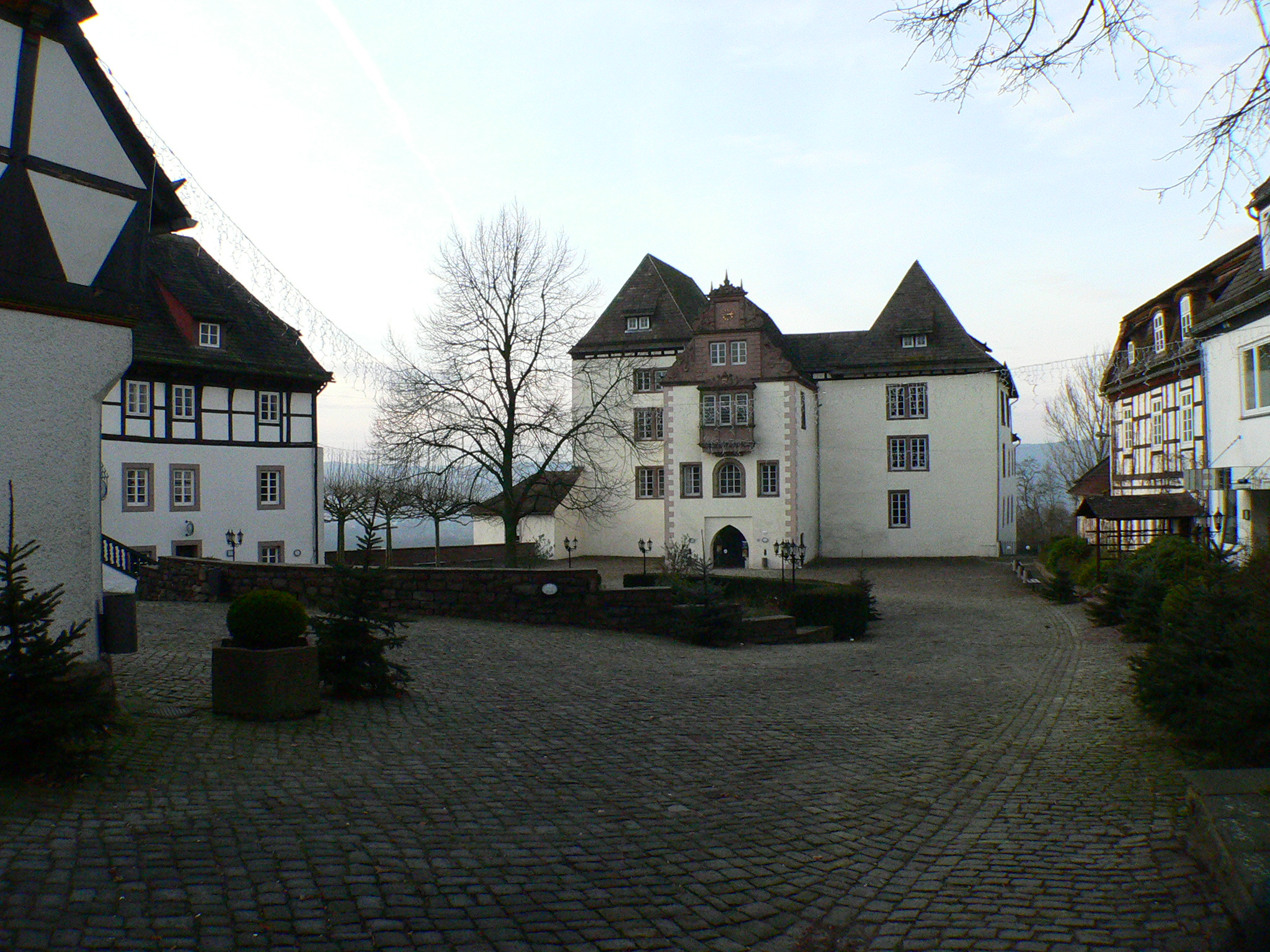
フュルステンベルク城

### 見所
狩猟の城であるルネサンス様式のフュルステンベルクは、かつては一部が磁器工場となっていた。現在は磁器博物館が入っている。

## 人物
- エルンスト・ハムペ（1795年 - 1880年）薬剤師、蘚苔学者

## 引用
1. ↑  Landesamt für Statistik Niedersachsen, LSN-Online Regionaldatenbank, Tabelle A100001G: Fortschreibung des Bevölkerungsstandes, Stand 31. Dezember 2023